# Giuse Hàn Chí Hải
Giuse Hàn Chí Hải (sinh 1964, tiếng Trung:韓志海, tiếng Anh: Joseph Han Zhi-hai là một Giám mục người Trung Quốc của Giáo hội Công giáo Rôma. Ông hiện đảm nhận chức vụ Tổng giám mục chính tòa Tổng giáo phận Lan Châu.

## Tiểu sử
Tổng giám mục Giuse Hàn Chí Hải sinh năm 1964 tại Trung Quốc. Sau khoảng thời gian tu tập dài hạn theo quy định của Giáo luật, năm 1994, Phó tế Hàn, 30 tuổi tiến đến việc được truyền chức linh mục.
Tòa Thánh quyết địnnh bổ nhiệm linh mục Giuse Hàn Chí Hải làm Tổng giám mục Tổng giáo phận Lan Châu, nơi đã trống tòa 6 năm trước. Lễ tấn phong cho vị Tân chức diễn ra vào ngày 5 tháng 1 năm 2003. Sau một thời gian dài không công nhận, đến ngày 10 tháng 11 năm 2017, chính quyền Trung QUốc chính thức công nhận chức Giám mục của ông.